# 西萊巴嫩 (紐約州)
西萊巴嫩（英語：West Lebanon）是位於美國紐約州哥倫比亞縣的非建制地區。

## 歷史
西萊巴嫩的郵局自1871年營運至今。

## 地理
西萊巴嫩所處的海拔為高於海平面190米（即623英呎），而該地所採用的時區為UTC-5，即北美东部时区（EST）。同時該地設有夏令時間，為UTC-5調快一小時，即UTC-4（EDT）。